# USS Long Beach (CGN-9)
USS Long Beach (CGN-9) byl raketový křižník námořnictva Spojených států amerických a první americká hladinová válečná loď s jaderným pohonem. Byl prvním zcela nově postaveným amerických křižníkem od konce druhé světové války (několik prvních tříd raketových křižníků vzniklo přestavbou druhoválečných lodí) a zároveň posledním křižníkem, postaveným s využitím křižníkového trupu — další americké křižníky používaly zvětšených trupů fregat či torpédoborců. Rovněž byl první americkou válečnou lodí, jejíž výzbroj byla téměř výhradně raketová. Postaven byl v letech 1957–1961, v 80. letech byl modernizován a americké námořnictvo ho provozovalo až do roku 1995.

## Stavba

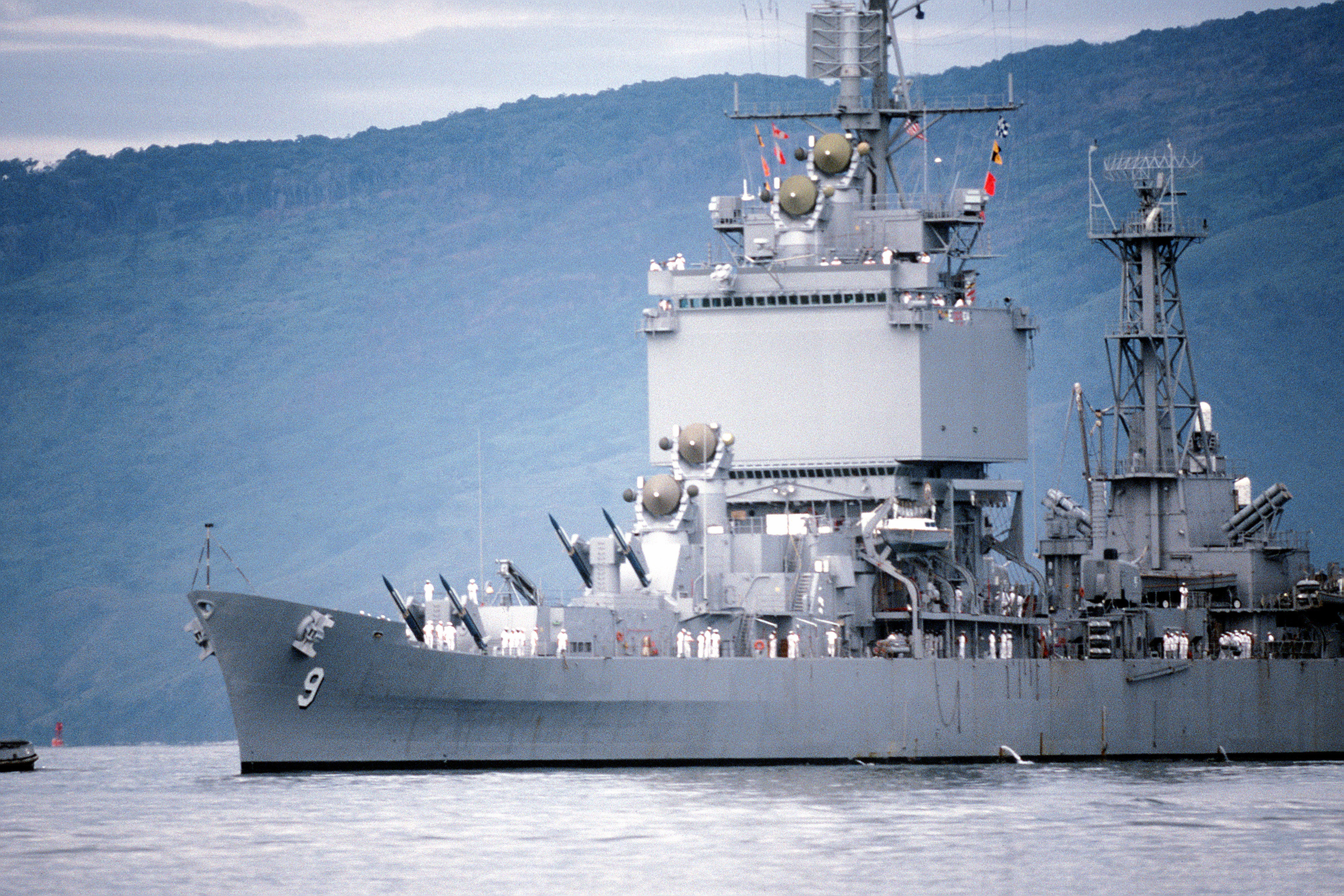
Long Beach – pohled zepředu. Podoba lodi po modernizaci.

Stavba lodi byla objednána 15. října 1956. Kýl byl založen 2. prosince 1957 v loděnici Bethlehem Steel v Quincy ve státě Massachusetts. Na vodu byla loď spuštěna 14. července 1959 a 9. září 1961 byla přijata do operační služby.

## Konstrukce

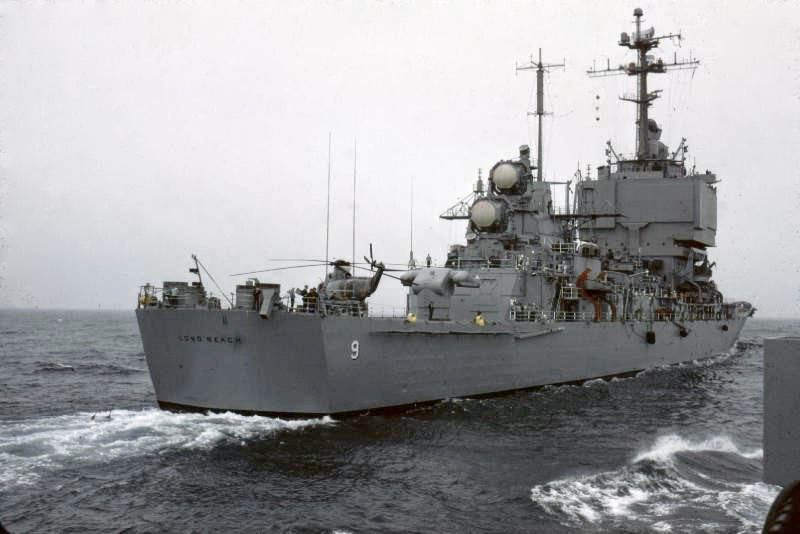
Long Beach – pohled zezadu. Fotografie je z nasazení lodi ve Vietnamu.

Hlavním úkolem křižníku Long Beach byla původně protiletadlová a protinorková ochrana svazů letadlových lodí. Proto nesl protiletadlové řízené střely dvou různých typů. Pozornost si získal též díky své futuristické krabicovité nástavbě. 
Na zádi bylo dvojité vypouštěcí zařízení protiletadlových řízených střel dlouhého dosahu Talos se zásobou 52 střel. Na přídi dále nesl dvě dvojitá vypouštěcí zařízení řízených střel Terrier se zásobou 120 střel. Protiponorkovou výzbroj tvořilo osminásobné odpalovací zařízení raketových torpéd ASROC uprostřed trupu a dva tříhlavňové 324mm protiponorkové torpédomety. Hlavňovou výzbroj představovaly dva 127mm kanóny v jednohlavňových věžích (přidány byly až dodatečně na rozkaz prezidenta Kenndyho). Byl rovněž vybaven plošinou pro přistání vrtulníku.
V letech 1980–1983 byl křižník modernizován, přičemž se změnila skladba elektroniky a rozšířily jeho bojové možnosti. Střely Talos a Terrier byly vyřazeny a Long Beach místo nich nesl na přídi dvě dvojitá vypouštěcí zařízení střel Standard ER se zásobou 120 střel. Výzbroj byla dále rozšířena o dva čtyřnásobné kontejnery protilodních střel Boeing Harpoon, dva čtyřnásobné kontejnery střel s plochou dráhou letu Tomahawk a dva systémy blízké obrany Phalanx CIWS.
Pohonný systém tvořily dva reaktory C1W firmy General Electric a dvě turbíny stejného výrobce. Lodní šrouby byly dva. Nejvyšší rychlost dosahovala 30 uzlů.

## Operační nasazení

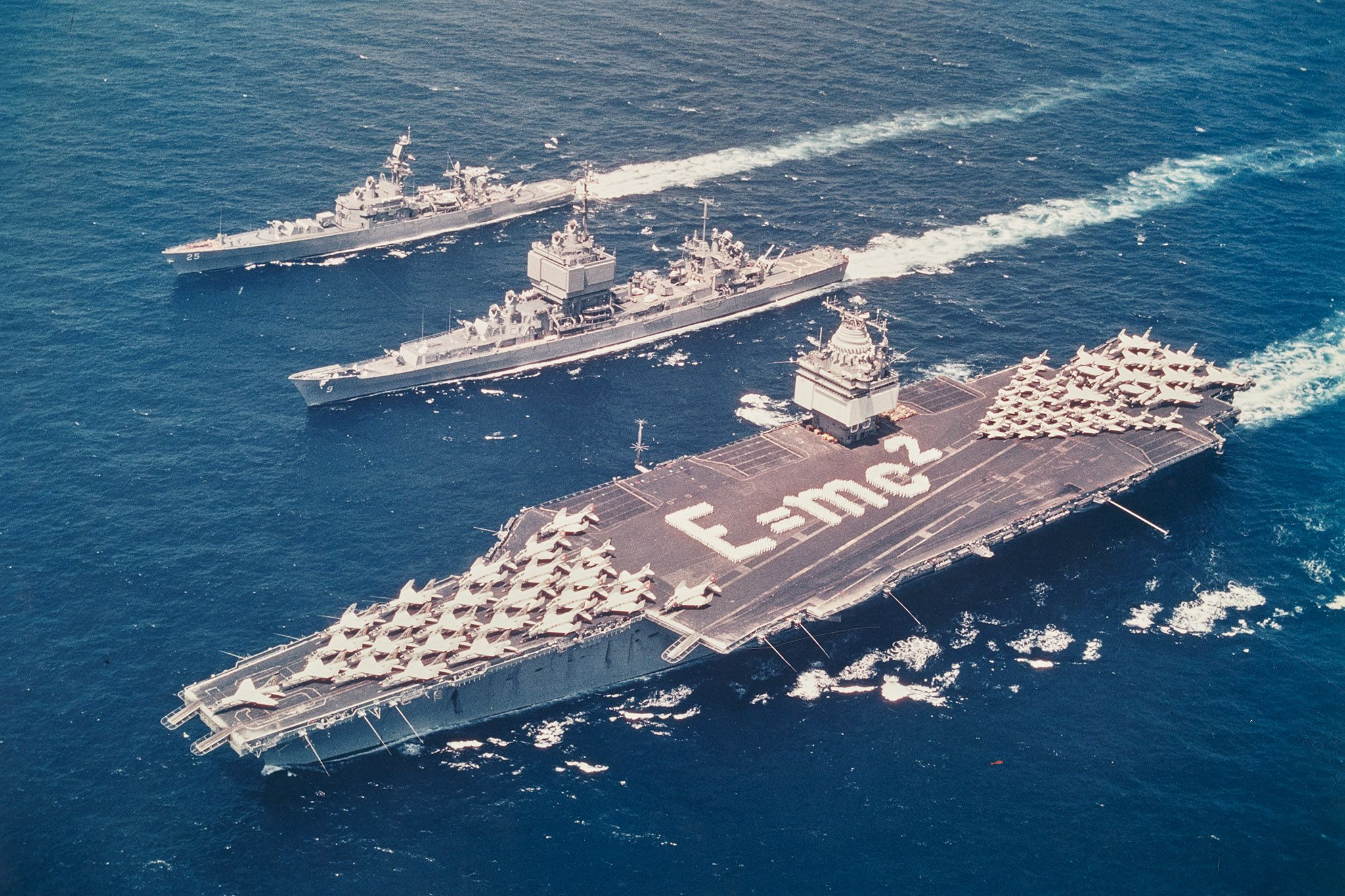
Operace Sea Orbit — zleva USS Bainbridge (DLGN-25), USS Long Beach (CGN-9) a USS Enterprise (CVAN-65)

V červenci 1964 vytvořily křižníky Long Beach, USS Bainbridge a letadlová loď USS Enterprise svaz Task Force 1, který v následujících dvou měsících provedl operaci Sea Orbit — obeplutí zeměkoule bez doplňování paliva. Křižník byl rovněž nasazen ve vietnamské válce, kde se mu v květnu a září 1968 podařilo sestřelit po jednom severovietnamském letounu MiG-21. Byl to první úspěšný sestřel letounu řízenou střelou odpálenou z lodi.